# 수 (수학)

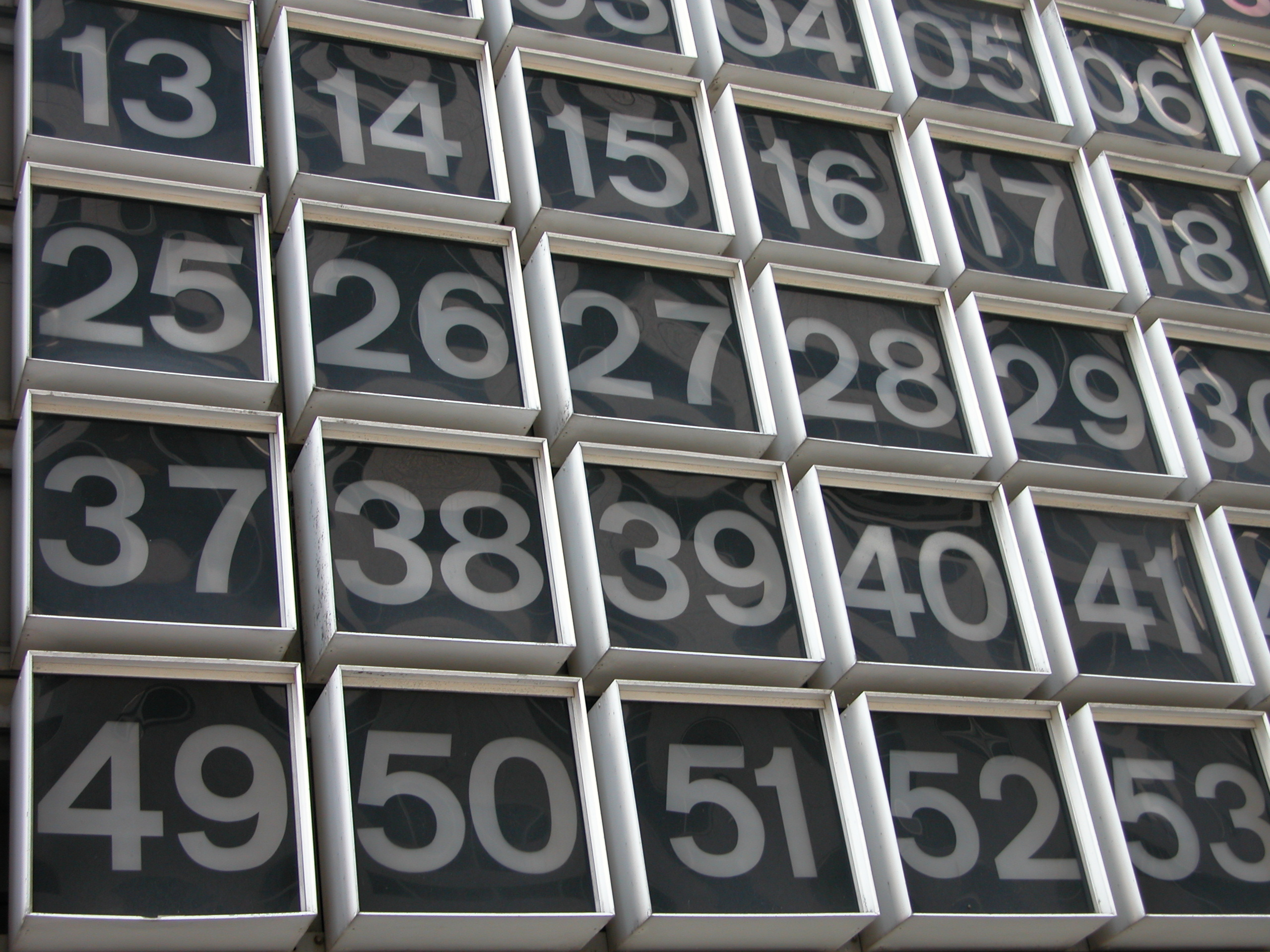

수(數)는 양을 기술하기 위해 사용해 온 추상적인 개념이다. 컴퓨터 등의 특정 분야에서는 수치(數値)라고도 한다.
수와 숫자는 자주 혼동되며, 경우에 따라서는 혼동해도 문제가 없는 경우가 많으나, 본질적으로는 다르다. 수가 물체의 수량 등을 나타내는 것에 대해, 숫자는 수를 표시하기 위한 기호(문자)이다. 예를 들어 사과가 한 개 있는 것과 자동차가 한 대 있는 것, 사람이 한 명 있는 것은 전혀 다른 사실들이나, 이 사실들이 공통하는 개념을 뽑아, 이를 1이라는 수로 부르는 것이다. 그러나 '1'이라는 숫자가 사과나 자동차, 사람은 아니며, 또한 위에서 아래로 그어진 선분 자체를 가리키는 것도 아닌 것이다.

## 수의 개념

### 수의체계
수는 인류의 역사와 더불어 많아진다. 자연수는 물건의 개수를 세기 위해 먼 옛날 처음으로 발명한 수다.
여기서 음수를 포함하여 정수의 개념이, 정수의 나눗셈에서 유리수의 개념이 생겨났으며, 사칙연산을 자유롭게 할 수 있는 체계가 생겨났다. 나눗셈 같은 계산을 할 때, 표현할 수 없는 무리수로 인해 실수라는 개념을 만들었다. 무리수는 자유롭게 계산할 수 있는 수가 아니다. 그리고 무리수는 일반적인 사칙연산에서는 생겨나지 않는다. 대수 방정식의 해법을 찾는 과정에서 허수를 포함하여 복소수가 등장하게 되었다. 이로써 수는 양만을 기술하기 위한 개념이 아니게 되었다.
- 자연수 → 정수 → 유리수 → 실수 → 복소수
  - 복소수 - 실수, 허수
  - 복소수 - 대수적 수, 초월수
  - 실수 - 유리수(분수), 무리수
  - 유리수
  - 정수 - 양의 정수, 0, 음의 정수
  - 자연수 = 양의 정수

### 수의 확장
일반적으로 수는 실수(또는 복소수) 전체의 집합의 원소를 가리키는 것으로 여겨진다. 한편, 이와는 다른 체계가 있어, 그 일부 또한 '수'로 불린다. 물건의 개수 개념인 자연수를 확장하여 기수, 물건의 순서를 의미하는 자연수를 확장해서 순서수가 정의된다. 또한, 유리수에서 실수로 확장되는 것과 병행하여 소수 p에 대하여 p진수가 존재하며, 복소수를 넘어서서 추가로 허수의 단위가 추가되면서 사원수, 팔원수, 16원수, 이원수, 분할복소수 등이 있다. 또한 실수에 더하여 무한소 또는 무한대를 포함한 초실수 체계도 있다.

### 수의 연산
수에 관한 중요한 점으로, 더하거나 빼거나, 곱하거나 나누는 등의 여러 가지 연산을 수행할 수 있다는 점을 들 수 있다. (사칙연산 참조) 이런 연산에 대해서는 수학의 한 분야인 추상대수학에서 군, 환, 체 등의 형태로 일반화되어 논의되고 있다.

## 기수법
같은 수라 하더라도 다른 숫자로나 다른 방법으로 표시할 수 있다. 그 뿐만 아니라, 어떤 종류의 기수법(n진법)은 그 방법에 따라서는 표시하는 방법이 한 가지 이상 존재하는 경우가 있다. 예를 들어 10진수의 소수 표기에서는 1 = +1 = 1.0 = {\displaystyle 1 \over 1} = {\displaystyle 0.{\overline {9}}} = {\displaystyle 0.{\dot {9}}} = 0.99999... (소수점 아래 모든 자릿수가 9임) 등과 같이 여러 가지 방법의 표기가 있다.
- 분수 표기
- 소수점 표기
- 지수표기
- n진법

### 컴퓨터에서 사용하는 기수법
- 부동소수점
- 고정소수점

## 같이 보기
- 상수
- 정수
- 문법에서의 수사
- 수 목록